# Edward Sapir
Edward Sapir (ur. 26 stycznia 1884 w Lęborku, zm. 4 lutego 1939 w New Haven) – amerykański filolog germański i antropolog żydowskiego pochodzenia, językoznawca; krytyk literacki, muzyczny, poeta i kompozytor.
Przedstawiciel nurtu strukturalizmu amerykańskiego w językoznawstwie, uczeń Franza Boasa.
Współautor (wraz ze swym uczniem, Benjaminem Lee Whorfem) koncepcji, iż każdy język determinuje w specyficzny sposób postrzegania rzeczywistości przez jego użytkowników, znanej jako hipoteza Sapira-Whorfa.
Indywidualne dokonania Sapira dotyczą przede wszystkim językoznawstwa.
Od Ferdinanda de Saussure’a przejął tezę o podziale języka na dwa systemy – abstrakcyjny zespół reguł i jego fizyczną realizację poprzez mówienie.
W badaniach nad fonemem określił to pojęcie jako idealną, występującą w ściśle zdeterminowanym wzorcu jednostkę dźwiękową, specyficzną dla konkretnego języka, rozpoznawalną dla jego użytkowników dzięki podświadomej wiedzy dotyczącej relacji pomiędzy dźwiękami. Stąd, choć realizacja fonemu może być różna, zależnie od np. dźwięków sąsiadujących, wszyscy użytkownicy języka rozpoznają te różne warianty jako jeden i ten sam fonem.
Sapir wprowadził także pojęcie morfofonemu – szeregu fonemów zastępujących się w różnych kontekstach morfemicznych (np. t - c, jak w wyr. kot - koci).
Wyróżnił sześć procesów gramatycznych:
- szyk wyrazów,
- kompozycja (tworzenie złożeń),
- afiksacja (dodawanie przedrostków i przyrostków),
- wewnętrzna modyfikacja (zmiany w obrębie rdzenia wyrazu),
- reduplikacja (powtórzenie wyrazu lub jego części dla wyrażenia jakiejś funkcji gramatycznej, np. liczby mnogiej),
- zróżnicowanie akcentuacyjne (charakterystyczne dla niektórych języków przeniesienie akcentu na inną sylabę dla zmiany kategorii gramatycznej wyrazu).

Sapir wymienia też 4 główne typy pojęć w języku:
- konkretne (wyrażane przez rdzeń wyrazu lub cały wyraz),
- derywacyjne (wyrażane przez afiksy),
- konkretno-relacyjne (np. rodzaj i liczba),
- czysto relacyjne (związane z fleksją).

Sapir i Whorf, poprzez badania nad związkami pomiędzy językiem a postrzeganiem świata, położyli podwaliny dla nowego nurtu w językoznawstwie – lingwistyki kognitywnej.
Sapir był też w latach 1930–1931 pierwszym dyrektorem wydziału badań lingwistycznych International Auxiliary Language Association.